# Grèbe jougris
Podiceps grisegena
Espèce
Statut de conservation UICN

 LC  : Préoccupation mineure
Le Grèbe jougris (Podiceps grisegena) est une espèce d'oiseau de la famille des Podicipedidae. Il ressemble au Grèbe huppé, avec lequel il est souvent confondu. Cet oiseau aquatique est un migrateur de l'hémisphère Nord.

## Morphologie

### Mensurations
Le Grèbe jougris est un peu plus petit et plus massif que le Grèbe huppé; il est considéré comme un grèbe de taille moyenne. Il mesure entre 43 et 58 cm et pèse de 750 à 1 620 grammes. Son envergure moyenne varie de 60 à 85 cm. Bien que le mâle soit en général légèrement plus gros que la femelle, cette espèce ne présente pas de dimorphisme sexuel.

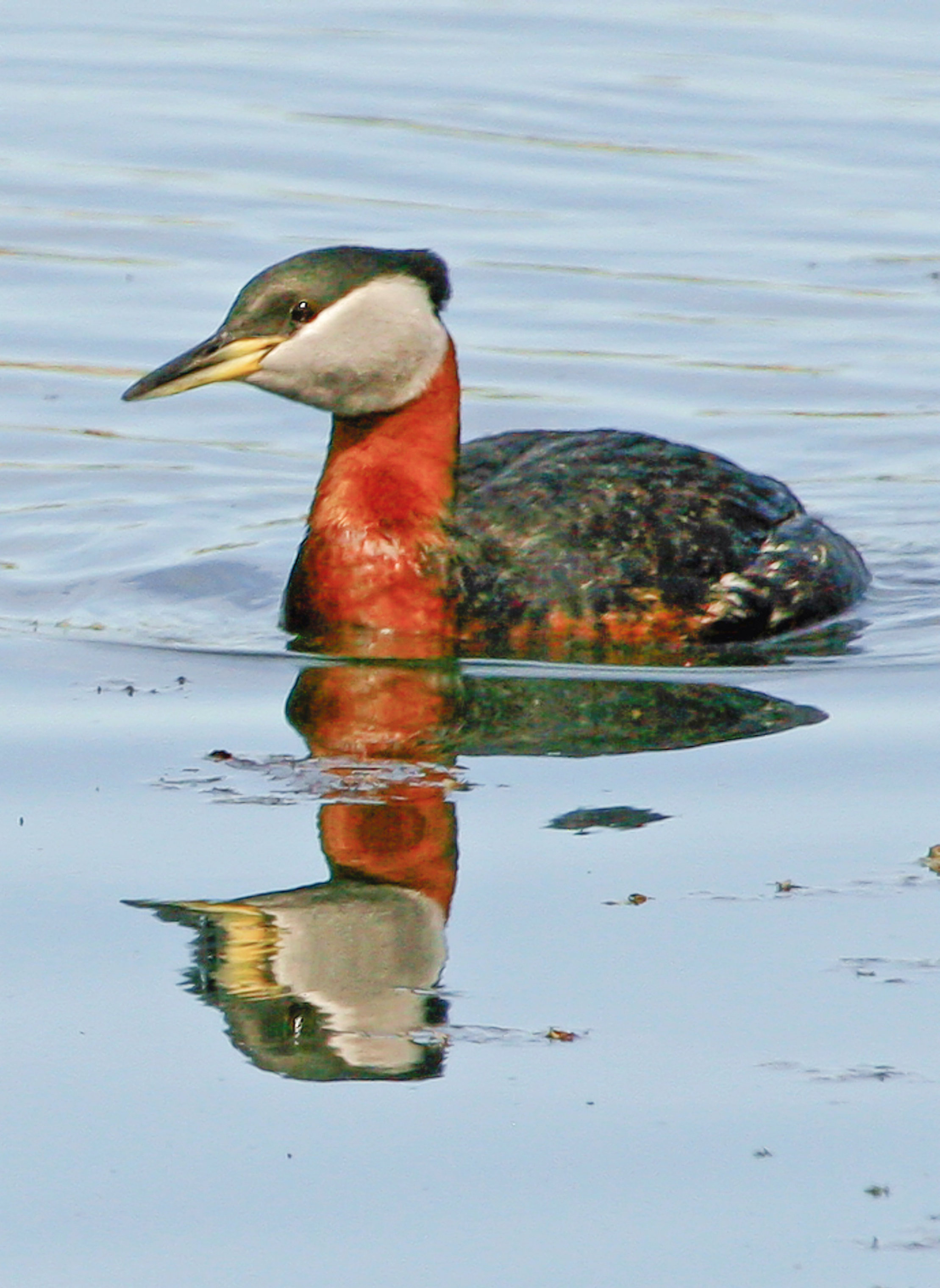
Grèbe jougris, sous-espèce P. g. holbollii, en plumage nuptial

### Signes distinctifs
Le cou du Grèbe jougris est de couleur rousse en été et grise en hiver, contrairement au Grèbe huppé qui a le cou blanc en toute saison. Les adultes ont la base du bec jaune et l'extrémité noire, contrairement au bec du Grèbe huppé, qui est plutôt rosé. La calotte noire descend jusque sous les yeux et présente vers l'arrière deux très courtes huppes.

### Plumage internuptial
En hiver, cet oiseau a un plumage terne : le dessus du corps est gris sombre. Les flancs, le haut de la poitrine, la nuque et le bas des joues sont gris. Le bas de la poitrine et la gorge sont gris parfois brunâtre et le haut des joues est blanc.

### Plumage nuptial
En été, les joues se couvrent d'un blanc argenté chez les adultes reproductifs. Le cou et la poitrine prennent une couleur brun-roux.

### Aspect des juvéniles
Les jeunes adultes présentent souvent sur les joues des raies noires. 
Les oisillons sont entièrement rayés de noir sur un fond blanc et leur bec est jaune avec une tache triangulaire noire un peu avant l'extrémité.

### Différences entre les deux sous-espèces
Les adultes des deux sous-espèces de Grèbe jougris (ssp grisegena et ssp holbollii) diffèrent légèrement : les jougris holbollii présentent, à la base du bec, une tache jaune légèrement plus étendue que celle des grisegena (elle avance davantage vers le bout du bec au niveau de la mandibule inférieure).

## Comportement

### Locomotion
Comme la grande majorité des grèbes, le Grèbe jougris possède de courtes pattes placées très en arrière du corps et des orteils lobés. Ceci en fait un excellent nageur et plongeur, mais induit des difficultés pour se déplacer au sol et pour prendre son envol.
Il lui faudra prendre un long essor avant de pouvoir décoller ; il vole donc rarement en dehors des périodes de migration.
Pendant le vol, il tient son cou tendu, ses pattes un peu pendantes et ses battements d'ailes sont rapides. Comme beaucoup de grèbes, il présente en vol un miroir blanc sur l'arrière de l'aile, mais aussi une tache alaire blanche à l'avant de l'aile.

### Alimentation
Comme tous les grèbes, cet oiseau est un excelleur nageur et plongeur. Il peut parcourir jusqu'à 50 m sous l'eau. Il localise ses proies par la vue et les capture avec son bec.
Son régime alimentaire se compose majoritairement de poissons en hiver et d'insectes en été, mais les crustacés peuvent représenter jusqu'à 20 % de ses proies. Ils peuvent aussi consommer, plus occasionnellement, des mollusques, des amphibiens et des vers.
Le Grèbe jougris, ne pouvant digérer rapidement les arêtes de poisson, arrache et avale de grandes quantités de ses propres plumes. Les plumes enveloppent et bloquent les arêtes dans l'estomac de l'oiseau. Les arêtes auront ainsi le temps d'être digérées. Le grèbe jougris fait aussi avaler des plumes à ses petits.

### Reproduction

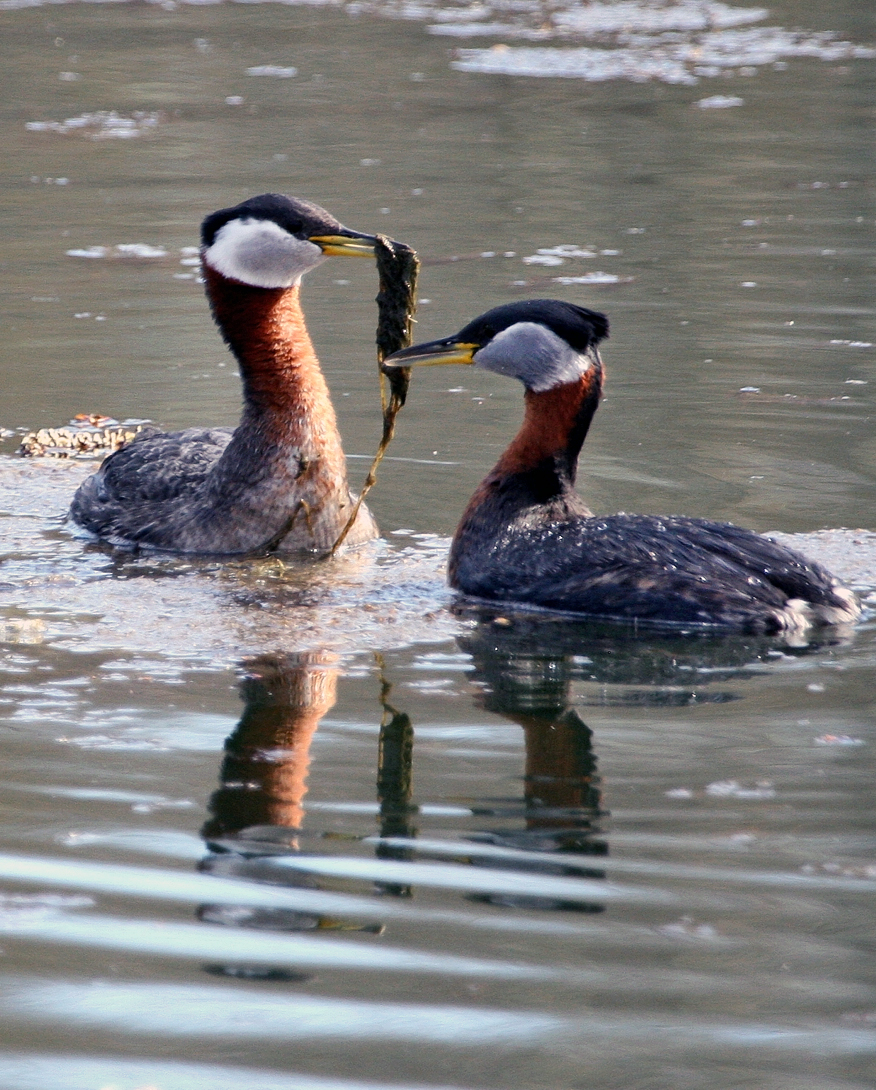
Mâle et femelle du Grèbe Jougris en parade (Alaska).

Pendant la période de reproduction, les adultes ont un comportement territorial qui les pousse à menacer les oiseaux intrus, voire à les agresser par des attaques sub-aquatiques.
Dès leur arrivée sur les sites de nidification, les adultes reproducteurs entament leur parade nuptiale. Ils se tiennent dressés l'un en face de l'autre, tournent la tête vers la droite et la gauche ; La femelle ébouriffe son plumage tandis que le mâle prend une position rappelant celle d'un cygne. Cette parade présente aussi des phases où le couple se présente mutuellement des végétaux ou réalise des courses sur l'eau côte à côte, le corps en extension.
La nidification se fait en général de façon isolée des couples de la même espèce ou en petits groupes dispersés. Le nid est toujours bâti par le mâle et la femelle au bord de l'eau, voire en eau libre ; c'est un petit tas de végétaux en décomposition mêlé à de la boue, ancré à la végétation ou à des branches mortes submergées. La base du nid est située en dessous du niveau de l'eau.
La femelle y pond en avril, mai ou juin de 3 à 5 œufs blancs qui bruniront au contact des végétaux en décomposition. Elle peut pondre jusqu'à 2 fois dans la saison. La couvaison, puis le soin aux jeunes, seront assurés par les deux parents.

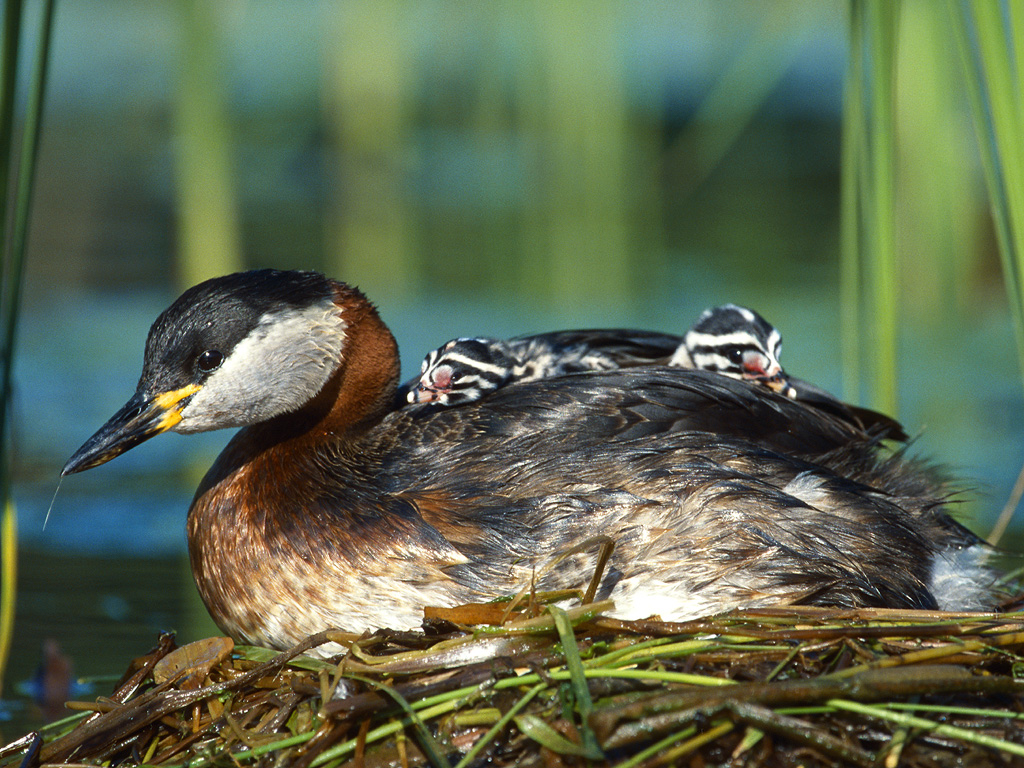
Grèbe jougris au nid avec ses petits.

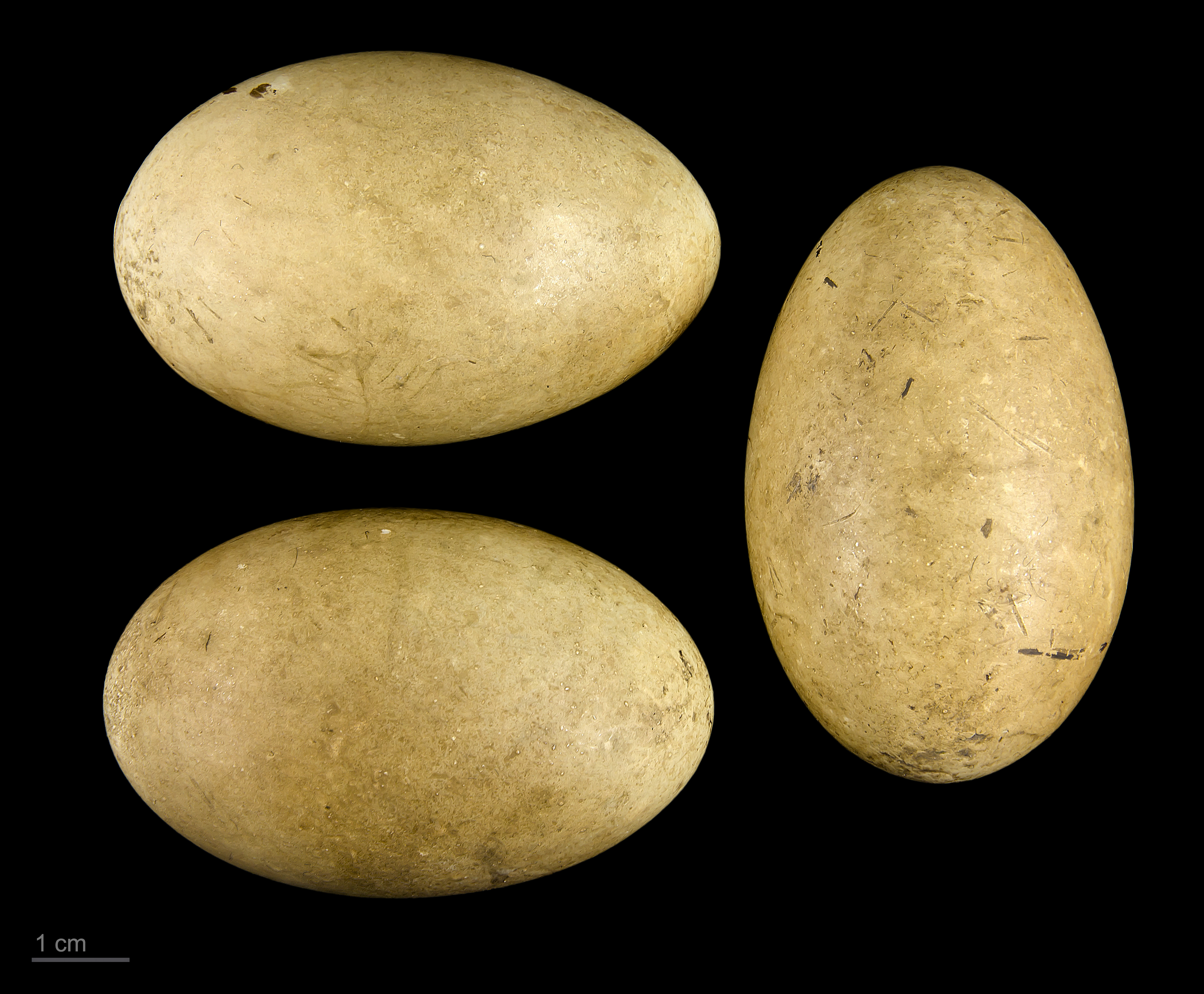
Œufs de Podiceps grisegena - MHNT.

L'incubation dure de 22 à 27 jours. Les oisillons sont nidifuges et savent nager très rapidement après l'éclosion. Les adultes les portent très souvent sur leur dos, même parfois au cours d'une plongée. Le petits se déplaceront très souvent de cette façon pendant les deux premières semaines de leur existence. En six semaines, ils apprendront à se nourrir seuls et aux alentours de la dixième semaine, ils prendront leur envol. Ils pourront se reproduire à leur tour à l'âge de 1 an
Cet oiseau a une durée de vie estimée à environ 10 ans.

### Vocalisations
Lors de la parade nuptiale, l'adulte pousse un cri puissant et rauque, un peu comme un furieux croassement, mais son cri habituel est une sorte de « kek-kek ». En hiver, c'est un oiseau silencieux.

## Répartition et habitat

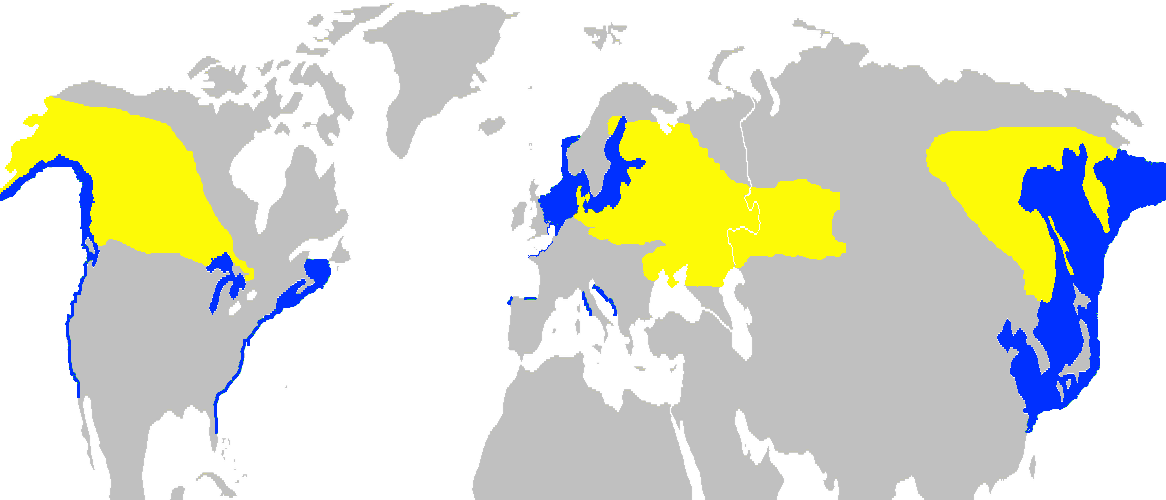
Aire de répartition :
en jaune : zone de nidification ;
en bleu : zone d'hivernage

### Répartition des différentes sous-espèces
D'après la classification de référence (version 14.1, 2024) de l'Union internationale des ornithologues, le Grèbe jougris possède 2 sous-espèces :
- Podiceps grisegena grisegena (Boddaert, 1783): Europe et Asie de l'ouest ;
- Podiceps grisegena holbollii (Reinhardt, 1853) : Asie de l'est et Amérique du Nord.

Pour plus de détails, voir la carte de répartition ci-dessus.

### Habitat
Le Grèbe jougris se reproduit sur des lacs, étangs, marécages ou réservoirs, même de petite taille, mais toujours riches en végétation aquatique (roseaux en général).
En hiver, on pourra le trouver sur des lacs de plus grandes tailles (par exemple les Grands Lacs américains pour les populations de ce continent), voire au niveau de mers intérieures (Mer Noire, Mer Caspienne, Mer d'Aral...) ou des plans d'eau salés ou saumâtres (baies, lagunes ou mortuaire ).

### Migration
Cette espèce est partiellement migratrice, car certaines populations résident à l'année sur les mêmes sites (par exemple, en Europe, les populations de l'Ouest de l'Angleterre, de la Norvège et du Danemark).
Les Grèbes jougris migrateurs arrivent sur les sites de nidification vers les mois d'avril/mai et repartent entre septembre et novembre. Lors de la migration d'automne, ils s'arrêtent en route sur des sites de mue où ils attendent la pousse de leurs nouvelles plumes avant de continuer leur migration . 
Ils migrent généralement seuls ou en petits groupes, mais peuvent se concentrer pour se reposer sur certains points d'eau au cours de leur migration : on a ainsi rapporté une concentration de plus de 200 de ces grèbes au Cap Cod lors d'une migration de printemps.

Ils volent au-dessus des terres généralement de nuit, mais peuvent passer au-dessus des mers et des côtes de jour,.

## Le Grèbe jougris et l'homme

### Statut et préservation
Les principaux prédateurs de l'espèce menacent les couvées et les oisillons (ce sont surtout les corbeaux, mouettes et goélands, ou certains grands poissons carnivores comme les Achigans ou les brochets), mais aussi les adultes (certains rapaces et mustélidés). 
Les activités humaines peuvent aussi induire une dégradation des conditions de vie de ces oiseaux, comme les pollutions aux hydrocarbures, aux métaux lourds (comme le mercure) ou aux produits chlorés. Ils sont aussi des victimes accidentelles de la chasse et des filets de pêche, où ils peuvent s'emmêler par mégarde. Mais la principale menace pour l'espèce est la perte de son habitat naturel, au profit de l'agriculture par exemple. Une note positive cependant : ce grèbe est prompt à coloniser les étendues d'eau artificielles si ces dernières possèdent la végétation adéquate.
Cet oiseau migrateur figure dans l'annexe II de la Convention de Berne (protection de la vie sauvage), de l'AEWA (African-Eurasian migratory Waterbird Agreement) et du CMS (Convention on Migratory Species) . Il est de plus protégé par le Migratory Birds Treaty Act .
L'AEWA a classé les populations hivernantes de la mer Caspienne (estimées à 15 000 individus) en catégorie A2 (populations menacées (entre 10 000 et 25 000 individus)), et celles du nord-ouest européen, de la Mer Noire et de la Méditerranée en catégorie B1 (populations très vulnérables (entre 25 000 et 100 000 individus)) .
L'UICN a classé l'espèce en catégorie LC (Préoccupation mineure) du fait de sa large répartition et de sa population mondiale estimée entre 150 000 et 370 000 individus, apparemment stable.
Pour les mêmes raison, BirdLife International, qui estime que la population européenne de ce grèbe compte de 32 000 à 56 000 couples, considère que l'espèce n'est pas menacée, malgré un léger déclin des effectifs en Ukraine et en Pologne . L'Agence européenne pour l'environnement considère cet oiseau comme sécurisé depuis 1994, mais a été déclarée comme "à surveiller" en Suède.

### Étymologie
Le mot grèbe est utilisé pour désigner ce genre d’oiseau depuis au moins le XVIe siècle et serait d’origine savoyarde. 
Jougris fait référence à la couleur blanc argenté des joues de cet oiseau en plumage nuptial.
Le terme Podiceps est formé de deux mots grecs, podex, le croupion et pes, les pieds, les pattes. Quant à grisegena, l'appellation provient du latin gena, la joue et du bas latin griseis, gris . Le nom de sous-espèce holbollii a été donné en l'honneur du zoologiste danois Carl Peter Holböll.

### Philatélie
Plusieurs états ont émis des timbres à l'effigie du Grèbe jougris : la Roumanie en 1985, Saint-Vincent-et-les-Grenadines en 1993, et le Danemark et la Tanzanie en 1999
.